# Isabelle Weidemann
Isabelle Weidemann (n. 18 iulie 1995, Ottawa, Ontario, Canada) este o sportivă ce a reprezentat Canada, medaliată olimpică. A participat la 2 ediții ale Jocurilor Olimpice (2018, 2022) în care a câștigat o medalie de aur, o medalie de argint și o medalie de bronz.